# Anja Schüte
Anja Schüte (née le 2 septembre 1964 à Hambourg) est une actrice allemande.

## Biographie
Anja Schüte a grandi à Cologne. Après avoir terminé ses études secondaires, elle a suivi des cours de théâtre. En 1978, elle décroche le rôle principal de danseuse de ballet, en remportant le casting pour lequel il y avait plus de 3000 candidates. Après un premier rôle dans Laura, les ombres de l'été en 1979, Anja Schüte interprète, en 1980, l’un des principaux rôles du film érotique Tendres Cousines de David Hamilton.
Par la suite, elle participe à plusieurs séries et téléfilms comme Fortune et Trahisons.
Anja Schüte fut l’épouse du chanteur Roland Kaiser avec qui elle a eu un fils. Elle a ensuite vécu 8 ans avec l'architecte Hans Schwemer jusqu'en 2009. À partir de 2011 elle a partagé sa vie avec Jörg Brunkhorst, un hôtelier de Sylt, puis à partir de septembre 2017, elle s'est mise en couple avec un armateur norvégien qu'elle a épousé fin août 2019. Elle vit actuellement à Oslo.

## Filmographie

### Cinéma
- 1979 : Laura, les ombres de l'été : Une danseuse
- 1980 : Tendres Cousines : Julia
- 1982 : Ein dicker Hund (de) : Julia
- 1983 : Inflation im Paradies
- 1984 : State of Wonder : Princesse Vicky
- 1984 : Premiers désirs : Dorothée
- 1985 : Das Wunder (de) : Raphaela

### Télévision
- 1982 : Le Renard (Der Alte) : Angela Thielen
- 1983 : Der Trotzkopf (de) (série télévisée) : Ilse Macket
- 1983 : Gestern bei Müllers (de) (série télévisée) : Sabine
- 1984 : August der Starke (de) (téléfilm)
- 1984 : Pogo 1104 (de) (série télévisée) : Tina Siegel
- 1985 : Oliver Maass (de) (série télévisée) : Julia Maass
- 1986 : La Clinique de la Forêt-Noire (Die Schwarzwaldklinik) : Schwester Margot
- 1986-1991 : Die Wicherts von nebenan (de) (série télévisée) : Ulrike Wichert
- 1988 : Inspecteur Derrick (Derrick) : Anita
- 1988 : Kommissar Zufall (série télévisée)
- 1989 : Jede Menge Schmidt (téléfilm) : Daniela
- 1990-1991 : Wie gut, dass es Maria gibt (série télévisée)
- 1991 : Mrs. Harris und der Heiratsschwindler (téléfilm) : Helen Smith
- 1991 et 1996 : Kommissar Klefisch (série télévisée) : Franziska
- 1993 : Sylter Geschichten (série télévisée) : Bea Jäger
- 1996 : Mona M. - Mit den Waffen einer Frau (série télévisée) : Carmen Grost
- 1996 : Klinik unter Palmen (série télévisée) : Claudia Vogt
- 1996 et 2005 : Das Traumschiff (série télévisée) : Irene Wollmer / Sylvia
- 1998 : Rosamunde Pilcher (série télévisée) : Allison MacFarland
- 1999 : Großstadtrevier (série télévisée) : Madame Reich
- 1999 : Kanadische Traüme - Eine Familie wandert aus (série télévisée) : Dr. Lilian Ross
- 2002 : Der Landarzt (série télévisée) : Saskia Mohrungen
- 2003 : Das Licht von Afrika (téléfilm) : Nina Reiter
- 2003 : Hilfe, ich bin Millionär (téléfilm) : Sarah
- 2003 : Hallo Robbie! (série télévisée) : Andrea Bayer
- 2003-2006 : Une famille en Bavière (Forsthaus Falkenau) : Dr Sophie von Haunstein
- 2006 : Schloßhotel Orth (série télévisée) : Claudia Singer
- 2007 : Fortune et Trahisons (Der Fürst und das Mädchen) : Dr Iris Wohlfahrt
- 2009 : Um Himmels Willen (série télévisée) : Doris Bergmann
- 2009 : Die Bergwacht (série télévisée) : Gaby Meinert
- 2010 : Ma mère, le véto (Tierärztin Dr Mertens) : Elena Raben
- 2010 : Gräfliches Roulette (téléfilm) : Beatrice Gräfin von Arnau